# Theodor Sele
Theodor Sele (* 20. April 1931 in Triesenberg) ist ein ehemaliger liechtensteinischer Skirennläufer.

## Biografie
Sele startete bei den Olympischen Winterspielen in St. Moritz im Abfahrtsrennen und belegte den 90. Rang. In der Alpinen Kombination wurde er 58. Vier Jahre später bei den Winterspielen in Cortina d’Ampezzo ging er im Riesenslalom (Platz 70) und im Slalom (Platz 45) an den Start.
Beim Europäischen Olympischen Winter-Jugendfestival 2015 in Vorarlberg und Liechtenstein war Sele als Streckenchef für die Rennen im alpinen Skisport in Malbun tätig. Zuvor war er Vorsitzender des Skiclubs Triesenberg.